# Wirtschaftsgeschichte der Ming-Dynastie
Die Wirtschaftsgeschichte der Ming-Dynastie (1368 bis 1644) war geprägt durch Isolation von der Außenwelt. Der Handel mit Ausländern wurde komplett eingestellt und bei Zuwiderhandlung wurden Strafen verhängt. Nach Naturkatastrophen wurden Teile des Landes von Hungersnöten heimgesucht. Kriege mit den Mongolen und daraus resultierende Ausbeutung behinderte die wirtschaftliche Entwicklung. Das Kaiserreich versuchte, sich auf den Anbau und die Produktion von Tee, Baumwolle, Seide und Porzellan zu konzentrieren. Gegen Ende der Ming-Dynastie fing die Wirtschaft an aufzublühen, und insbesondere die Porzellan-Herstellung (Ming-Vasen) erreichte neue Höhepunkte. Erst 1540 wurde China in das internationale Handelsnetz miteinbezogen.

## Agrarwirtschaft
China war zu Anfang der Ming-Dynastie durch Mongolenausbeutung und Kriegszerstörung völlig zerrüttet. Das Huai-Tal hat durch Aufstände schwer gelitten, Landstriche in Anhui waren total entvölkert und Felder, Dämme und Kanäle verwahrlost. Unter der Herrschaft von Hongwu, dem ersten Kaiser der Ming-Dynastie, fand zwischen 1370 und 1398 der Wiederaufbau statt. Es wurden große Fortschritte in Sachen Bewässerung, Wiedererschließung von Anbauflächen und der Wiederaufforstung gemacht. In vielen Provinzen wurden unzählige große und kleine Bewässerungs- und Flussregulierungsprojekte verwirklicht. Im Jahr 1395 wurden insgesamt rund 40.000 Wasserreservoirs ausgebessert oder neu angelegt. Große Flächen wurden neu gebaut und verwüstete Zonen durch Bevölkerungsumsiedlungen systematisch neu besiedelt. Siedler erhielten große Landzuteilungen und bekamen staatliche Hilfeleistungen und Steuerfreiheit.
Die größte Leistung wurde im Bereich der Wiederaufforstung gebracht. Es wurden über 50 Millionen Sterkulien, Palmen und Lackbäumen in Nanking angebaut mit dem Ziel, im 15. Jahrhundert eine Hochseeflotte für Expeditionen zu bauen. Diese angepflanzten Bäume wurden später tatsächlich dafür verwendet. Ab 1392 kam es zu Regelungen für Familien, welche verpflichtet wurden, Nutzbäume anzupflanzen, um den Bedarf an Nahrung zu stillen. Insgesamt wurden nach Schätzungen der Historiker ca. 1 Mrd. Bäume in der Hongwu-Ära angepflanzt. Das wichtigste Ziel Hongwu’s war es, autarke Dörfer zu erschaffen, um Ungleichheiten des ökonomischen Marktes auszumerzen. Ebenso sollte sich das Militär selbst versorgen können.
Neben vielen landwirtschaftlichen Fortschritten machte Hongwu die wohlhabendsten Familien jeder Gegend zu Steuereintreibern, diese trieben Steuern ein. Die Agrarsteuer in der Ming-Zeit war recht gering, nicht mehr als 5–10 % der Erträge, wobei keine davon an das Militär ging, da diese sich selbst versorgen sollten.
In der Ming-Dynastie fand außerdem die strukturelle Reorganisation der ländlichen Gesellschaft statt mit zahlreichen Umsiedlungen, um die Produktion anzukurbeln. Für den Neuanfang erhielten die Bauern Werkzeuge und die Arbeitstiere wurden einige Jahre von Steuern befreit. Durch diese Maßnahmen beschleunigte sich der demographische Wandel und dennoch hielt die Ming-Regierung bis zum Ende der Dynastie an den von Hongwu festgelegten Steuerregistern fest. Lokale Beamte scheuten sich die neuen Bevölkerungszahlen anzugeben und lokale Abgaben reichten nicht mehr aus, um wachsende administrative Aufgaben zu bezahlen. Es wurden außergesetzliche Abgaben von den Beamten eingefahren, was zur Korruption führte. Noch dazu zeigte die Versorgung des Militärs Schwächen im System Hongwu‘s auf. Durch Kürzungen musste das Militär sich selbst versorgen und den Soldatenfamilien wurde Farmland für ihren Unterhalt zugeteilt. Unter Nachfolgern von Hongwu konnte sich die Armee nicht mehr tragen und die Soldaten, die keinen Sold erhielten, desertierten und verkauften ihr Land. Andererseits hatten auch andere Landesteile ähnliche Versorgungsprobleme. Sie waren zunehmend auf Getreidelieferungen von anderen Gebieten angewiesen. An der Südostküste stand kaum noch kultivierbares Land zur Verfügung. Das Jangtse-Delta hatte sich zum Seiden- und Baumwollerzeugungszentrum entwickelt, was zur Folge hatte, dass der Anbau von Grundnahrungsmitteln vernachlässigt wurde, diese mussten dann aus den Zentralchinesischen Provinzen eingeführt werden. Das galt ebenso für Fujian, wo die landwirtschaftliche Produktion sich auf Tabak und Zuckerrohr konzentriert hat. Trotz der Unterversorgung hatte der dadurch entstandene Agrarhandel seine Vorteile. Er unterstützte das Bevölkerungswachstum, sowohl in den Anbauzentren, als auch in den Empfängerregionen.
Die wachsenden Erträge und die Wiederbelebung des Fernhandels förderten Spezialisierungen in der Landwirtschaft. Fujian war auf Reisimporte angewiesen, um die Bevölkerung zu ernähren, da sie wie bereits erwähnt hauptsächlich Verkaufsgüter anpflanzten. Jiangan spezialisierte sich hierbei auf Seidenraupenzucht und Baumwollverarbeitung, wobei Fujian hauptsächlich Tee, Zucker und Keramiken produzierte. Ländliche Haushalte in Shaoxing fingen an, Reiswein zu brauen. Diese entwickelten eine Marke im 18. Jahrhundert, die die nationalen Märkte dominierte. Hierfür wurde extra hoch-gluten haltiger Reis angebaut.
Durch die hohe Nachfrage an Silber und den damit verbundenen Einrichtung von Handelsposten für Silber in China, kam ein großer Strom an neuem Geld. Dies veränderte die Landwirtschaft im südlichen Fujian, welches direkt mit dem Überseehandel verbunden war. Es wurden immer mehr „cash crops“ wie Tabak und Zucker angebaut und der Reisanbau vernachlässigt. Ebenso wurde im Perlflussdelta der Reisanbau aufgegeben und stattdessen Maulbeere und Zuckerrohr angepflanzt. Durch diese Veränderung war die Region ab dem Jahr 1600 auf Reisimporte angewiesen. Ebenfalls veränderten sich die Anbau Techniken während des 17. Jahrhunderts. Agrarwirtschaftliche Erfolge wurden in Büchern, wie das Tiangong Kaiwu, niedergelegt, welche die gesamten Techniken der Landwirtschaft beinhaltete.

## Produzierendes Gewerbe

### Textil
Der Anbau von Baumwolle verbreitete sich vom Jangtse-Delta in das Landesinnere. Ab dem 14. Jahrhundert haben Haushalte in landwirtschaftlichen Gebieten erhöhtes Einkommen mit dem Verkauf von Baumwolle. In städtischen Gebieten entstanden Webereien. Außerhalb der Städte wurde weiterhin die Baumwolle per Hand gesponnen. Die Nachfrage nach Textilien stieg aufgrund von stabilen Preisen. Die Produktion entwickelte sich allerdings nicht über eine handwerkliche Herstellung hinaus, da Arbeitskräfte günstig waren. Suzhou entwickelte sich als Zentrum für Seidenherstellung und für den nationalen Handel.

### Buchdruck
Während der Zeit der Ming-Dynastie existierten mehr gedruckte Bücher als im Rest der Welt zusammen. In den vorherigen Dynastien wurden Texte hauptsächlich handschriftlich verbreitet. Im 16. Und 17. Jahrhundert fand eine mediale Revolution statt. Aufgrund der Durchsetzung des Buchdruckes wurden Bücher sehr günstig. Es wurden Enzyklopädien, Reiseführer, Romane und Novellen in großer Anzahl gedruckt. Auch über soziale Missstände handelten Bücher von privaten Verlegern.

### Pfannen
Eisenpfannen in der Ming-Dynastie waren namhaft und wurden für ganz China und Zentralasien produziert. Die Pfannen wurden sogar über die Meere exportiert.

### Porzellan
Während der Ming-Dynastie wurde das Porzellan in der Provinz Jianxi produziert. Kaolin wurde mit Feldspat und Quarz zusammengemischt und bei 1400 Grad Celsius im Ofen gebacken. Es bekam eine weiße Farbe und wurde steinfest. Deswegen wurde es als weißes Gold bezeichnet. Selbst Stahl konnte dieses Porzellan nicht zerkratzen. In der Stadt Jingdezhen wurden prächtige Brennöfen gebaut, um hohe Stückzahlen an Porzellan zu produzieren.
Die Nachfrage nach Porzellan wuchs. Porzellan wurde nicht mehr nur von Reichen und Personen in gehobenen Kreisen gekauft, sondern von einfachen Bürgern als eine Art Rücklage. Zu dieser Zeit lebte der italienische Missionar Matteo Ricci in Nanjing. In Europa wurde das Porzellan durch Menschen, die China besuchten, bekannt und galt als ein umwerfend hochwertiges Schmuckstück.

## Handel
Die Anfänge des 14. Jahrhunderts waren geprägt von diversen Naturkatastrophen wie Flussübertritte und Missernten, woraufhin weitverbreitete Hungersnöte folgten. Die Pest hatte die Seidenstraße verseucht, sodass der Handel mit dem Westen versiegte.

### Isolationismus unter Kaiser Hongwu (1368–1398)
Zu Beginn der Ming-Dynastie kam es unter Kaiser Hongwu zu einer Phase des Isolationismus. Nach konfuzianischer Ansicht wurde Handel als parasitär angesehen und sollte reduziert werden. Im Zuge dessen kontrollierte die Regierung den Binnenhandel durch staatliche Monopole sowie Preiskontrollen. Weiterhin waren Reisen ab einer Distanz von mehr als 30 Meilen (ca. 48 km) nur mit einer offiziellen Genehmigung gestattet. Da aber ländliche Regionen unter Nahrungsmittelknappheit litten, führte der Kaiser im Rahmen seiner Preispolitik ein Wertmarkensystem ein, welches die Versorgung dieser Gebiete mit Reis sichern sollte: Händler, die Getreide oder Reis nach Shanxi brachten, erhielten im Gegenzug Wertmarken für Salz, die sie bei der Regierung eintauschen konnten. Das Salz konnte gewinnbringend weiterverkauft werden und damit blieb das Preisniveau stabil. Da der Kaiserhof sämtliche Kontakte mit dem Ausland kontrollieren wollte, wurde der bis dato von privaten Kaufleuten geführte Außenhandel verboten. Zwischen 1370 und 1450 wurde dieses Gesetz immer weiter verschärft, bis die im 12. Jahrhundert begonnene Wende nach innen abgeschlossen wurde. Auf jegliche ungenehmigte Reisen ins Ausland wurde die Todesstrafe verhängt.
Statt dem Handel sollte die Agrarwirtschaft gefördert werden und Agrarsteuern die einzige Staatseinnahmequelle darstellen. Die Bevölkerung hatte die Möglichkeit, diese Abgaben in Form von Gütern wie zum Beispiel Reis zu leisten. Einzelne Gemeinden im Reich sollten weitestgehend autark sein. Infolgedessen errichteten viele Dorfgemeinschaften eigene Getreidespeicher, um für Notzeiten vorzusorgen.
Im Zeitraum zwischen 1376 und 1395 erließ Kaiser Hongwu die sogenannten Luxusgesetze, welche den Handel von Gütern wie unter anderem Seide, Kristalle, Edelsteinen und Dufthölzern regulierten. Außerdem gab es den Versuch Silber als die bis dahin übliche Währung durch Papiergeld zu ersetzen, was 1425 aufgrund einer Inflation wieder revidiert wurde.
Küstenprovinzen, die sich bisher durch Außenhandel schneller entwickelt hatten als Provinzen im Inland wurden nicht gefördert, da alle Provinzen wirtschaftlich auf demselben Niveau stehen sollten.

### Handel zu Wasser unter Yongle (1402–1424)
Nachdem Kaiser Yongle zu Beginn des 15. Jahrhunderts die Hauptstadt in den Norden nach Peking verlegte, war der Kaiserkanal wieder stark frequentiert und der Binnenhandel nahm zu. Bis zu 12.000 Schiffe transportierten Steuerabgaben auf dem Kanal, hinzu kamen zahlreiche private Boote.
Der Kaiser entsendete seinen engsten Vertrauten, den aus Yunnan stammenden muslimischen Admiral Zheng He (1371–1433), um in seinem Auftrag insgesamt 7 Seefahrten zwischen 1405 und 1433 zu unternehmen. Diese Reisen waren vor allem diplomatischer Natur und sollten die gewaltige Militärflotte Chinas präsentieren. Ein weiteres Ziel bestand darin, die Anerkennung anderer Herrscher zu gewinnen, weshalb Zheng He wertvolle Geschenke mit sich führte. Die Flotte bestand aus 317 Schiffen, davon 62 „Schatzschiffe“, die indische Baumwolle, Gewürze, Löwen und Giraffen in das Kaiserreich brachten. Mit einer Kapazität von 20.000 bis 32.000 Mann sowie 3000 Tonnen Ladekraft war China zu dieser Zeit die größte maritime Macht der Welt. Die spanische Armada besaß 137 Schiffe und Kolumbus stach mit nur 3 Schiffen in See. 1430 erfolgte mit offizieller Einstellung der staatlichen Schifffahrt das Ende des „Zeitalters der chinesischen Seefahrt“.
Im Laufe der Jahre hatte der Staat unbegrenzt Papiergeld in Umlauf gebracht, wodurch eine Inflation ausgelöst wurde. 1425 besaß das Geld nur noch 1/40 bis 1/70 seines Anfangswertes. Daraufhin wurden Silbermünzen als Währung wieder eingeführt. Jedoch war das Silbervorkommen in China nicht ausreichend, um den Bedarf des Reiches zu decken. Deshalb war man auf Silberimporte angewiesen. Durch diese stabilisierte sich die Währung bis ins 16. Jahrhundert wieder.

### Kommerzielle Revolution
In der zweiten Hälfte des 15. Jahrhunderts fand eine zunehmende regionale Spezialisierung auf bestimmte Waren statt: Nordchina: Baumwolle, Jangtse-Becken: Textilien, Suzhou: Seide, Jiangxi: Porzellan, Hunan: Zentrum für Landwirtschaft (vor allem Reis), Fujian: Tabak und Zuckerrohr, Huizhou: Salz.
Durch das Wiedererstarken der Währung kam es zur Monetarisierung der Handelsgüter sowie verstärktem Konsum unter der Bevölkerung. Somit kam es zu einer kommerziellen Revolution. Schnell wechselnde Moden trugen zum Anstieg des Handelsvolumens bei. Durch die genannte regionale Spezialisierung wurde der Anbau von Grundnahrungsmitteln vernachlässigt, was anfänglich Nahrungsmittelknappheit verursachte.
Das wiederum führte zur Stärkung des Binnenhandels und dessen Organisation. Deutlich wird dies am Reishandel, welcher nun großflächig angelegt war. In Hunan (Mittelchina) angebauter Reis wurde über den Jangtsekiang nach Hangzhou an die Küste geliefert. Von dort aus transportierte man ihn weiter in den Norden und Süden. Trotz des Preisanstiegs konnte die Versorgung vieler Provinzen verbessert werden.

### Handel mit Europa
Nachdem die Portugiesen Anfang des 16. Jahrhunderts Malaysia kolonialisiert hatten, erreichten sie 1517 den Hafen der südchinesischen Küstenstadt Kanton (heutiges Guangzhou). Mit Erteilung einer Handelserlaubnis in den 1540ern war China wieder in das internationale Handelsnetz integriert. Neue Kulturpflanzen wie weiße Kartoffeln, Tomaten, Pfeffer, Mais und Erdnüsse wurden in das Kaiserreich importiert und machten es möglich, auch Regionen mit für Reisanbau ungeeigneten Böden agrarwirtschaftlich zu nutzen. 1557 verpachteten örtliche Behörden Chinas ein Fischerdorf an der Südküste an portugiesische Händler. Diese tauften den Hafenort auf den Namen Macao. Bis Ende des 20. Jahrhunderts blieb es eine portugiesische Kolonie und europäisch-chinesische Schnittstelle.
Mit offizieller spanischer Inbesitznahme der Philippinen 1569 entstand ein Dreieckshandel zwischen den beiden Kolonialmächten und dem Kaiserreich. Gehandelt wurde mit Porzellan, Seide, Baumwolle, Edelsteinen, Möbeln und Metallen sowie Silber. Letzteres stammte vorrangig aus Peru und Mexiko und war wegen der knappen Silbervorkommen in China eine begehrte Handelsware.
Ming-Waren, darunter Porzellan, waren in Europa sehr begehrt und galten als Statussymbole für Adel und Kaufleute. Zwischen 1602 und 1682 importierte allein die niederländische Ostindiengesellschaft rund 12 Millionen Stück des mehrfarbigen Porzellans aus Jingdezhen.

### Handel mit Japan
1530 wies der Kaiser japanische Gesandte und deren Handelsdelegation ab. Es folgten gewalttätige Übergriffe, die die chinesischen Küstenregionen Zhejiang und Jiangsu verwüsteten.
Der Handel mit Japan war dennoch so lukrativ, dass zahlreiche chinesische Händler das Handelsverbot umgingen. Im Gegenzug für chinesische Baumwolle erhielten sie Silber, sodass sich der Außenhandel intensivierte.
Im Jahr 1567 wurde das Seehandelsverbot offiziell aufgehoben.

## Fiskalpolitik und Münzen
Für die Herstellung der Münzen in der Ming-Dynastie wurden zunächst sogenannte Münzbäume gegossen, aus denen die einzelnen Geldstücke herausgebrochen wurden. Je nach Region und Periode wurden Kupfer, Messing, Bronze, Eisen, Zinn oder Blei für die Herstellung des Zahlungsmittels verwendet, wobei kupferhaltige Legierungen überwogen. In der Ming-Dynastie wurden Versuche gestartet, die leicht fälschbaren Kupfermünzen durch Papiergeld und Silbermünzen zu ersetzen. Diese neue Währung wurde jedoch in der Hongzhi-Periode wieder abgeschafft.

### Hongwu
Die frühen Münzen (1361–1367) der Hong Wu-Periode tragen die Prägung Dazhong Tongbao （大中通寶）auf der Vorderseite. Es wurden Münzen im Wert von einer, zwei, drei, fünf und zehn Einheiten hergestellt. Die Rückseite der einwertigen Münzen zeigt entweder nichts oder ein Schriftzeichen, das den Herstellungsort symbolisiert. Die anderen Münzen wurden zusätzlich mit ihrem Geldwert versehen.

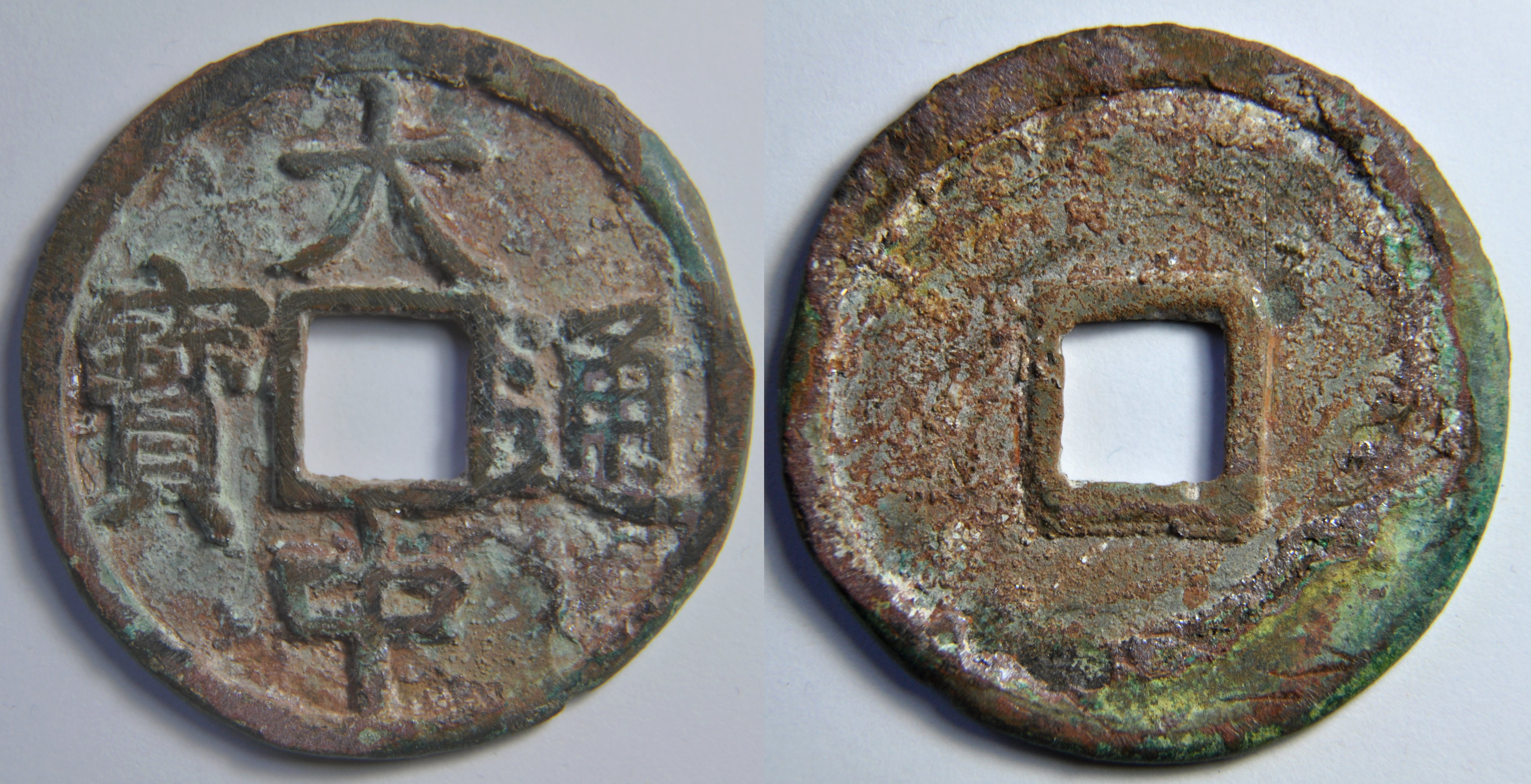
Münzen der Hong Wu-Periode

Später (1367–1398) wurde die Prägung zu Hongwu Tongbao （洪武通寶）geändert. Münzen mit dieser Prägung wurden durch die verschiedenen Symbole auf der Rückseite in 61 Variationen hergestellt, wobei im Gegensatz zu ihren Vorgängern teilweise zusätzlich der Silberwert aufgedruckt wurde. Durch die Einführung des Papiergeldes wurden einige Jahre lang keine Münzen produziert.

### Yongle
In 1402 wurde die Münzproduktion wiederaufgenommen, diesmal mit der Prägung Yongle Tongbao (永樂通寶). In dieser Zeit entwickelte sich auch der Handel mit Japan, wodurch auf der Inselgruppe vermehrt chinesische Münzen eingeführt wurden, die man dort als „Toraisen“ bezeichnete.

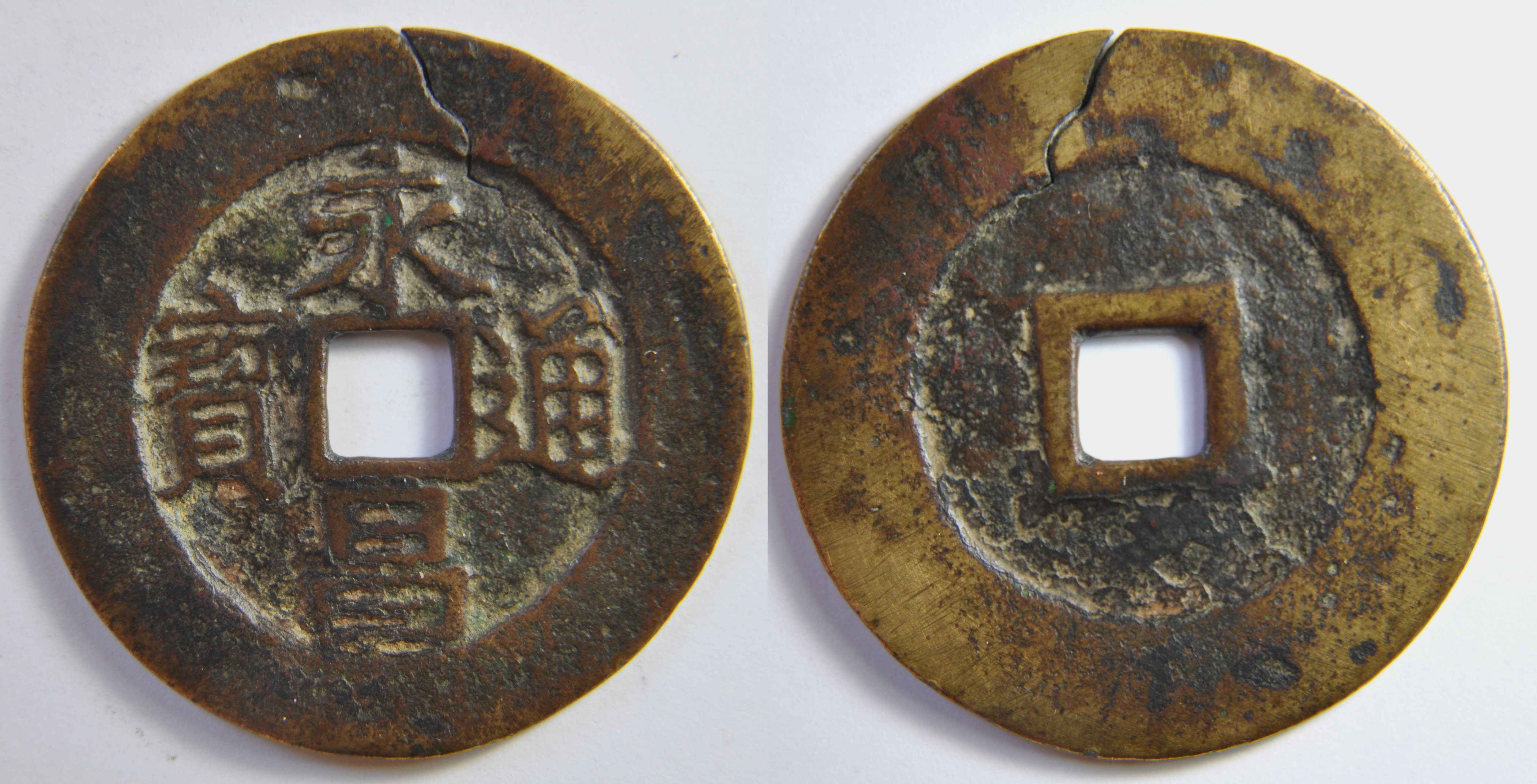
Münzen der Yong Le-Periode

### Xuande
Unter der Herrschaft von Xuande wurden nach 1425 einige Münzen mit der Prägung Xuande Tongbao (宣德通寶) hergestellt. Diese erlebten eine starke Reduzierung ihres Gewichtes im Vergleich zu älteren Prägungen.

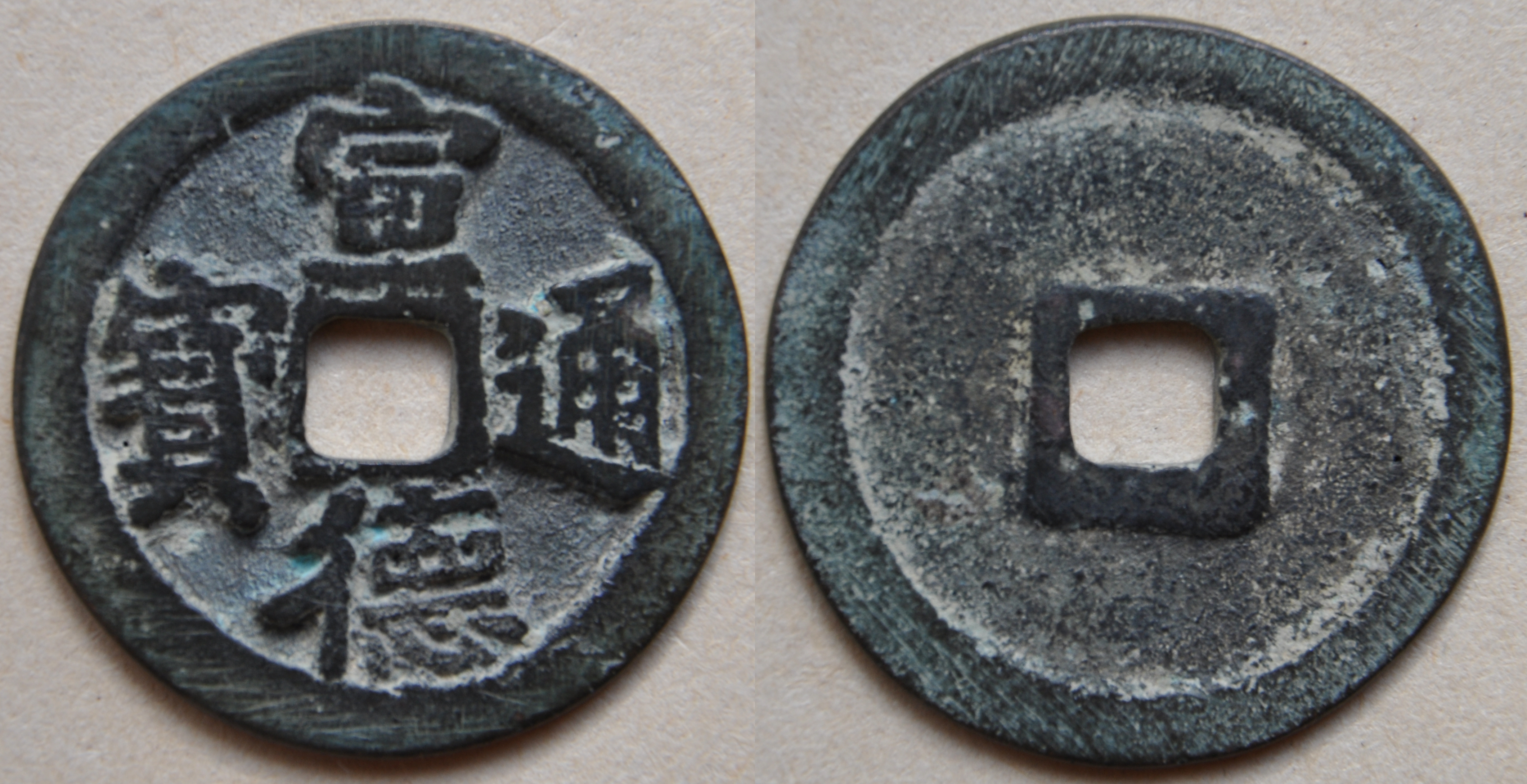
Münzen der Xuan De -Periode

### Hong Zhi
Trotz der relativen Stabilität des Papiergeldes kehrte der Herrscher Xiao Zong wieder zur Münzproduktion zurück, da er Papiergeld als zum Scheitern verurteilt betrachtete. Er ordnete die Produktion von Kupfermünzen der Aufschrift Hongzhi Tongbao (弘治通寶) an, die allerdings nur in begrenzter Anzahl produziert wurden.

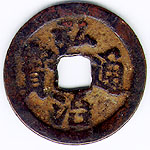
Münzen der Hong Zhi-Periode

Weitere Prägungen, die in der gleichen Periode, allerdings nicht auf Anordnung von Xiao Zong hergestellt wurden, tragen die Schriftzeichen Taiding Tongbao (太定通寶) und Tai Ping Xin Bao (太平通寶). Letztere Variation besitzt unterschiedliche Lesungen und ist daher auch als Huo Ping Xin Bao bekannt.

### Jiajing
Die Münzen der Prägung Jiajing Tongbao (嘉靖通寶) sind heute vor allem dadurch bekannt, dass der Herrscher Shi Zong die größte Münze in der Geschichte Chinas herstellen ließ. Diese wiegt 41,5 kg und kann im Blei- und Zinkbergwerk-Archiv des Heize-Bezirkes bewundert werden.

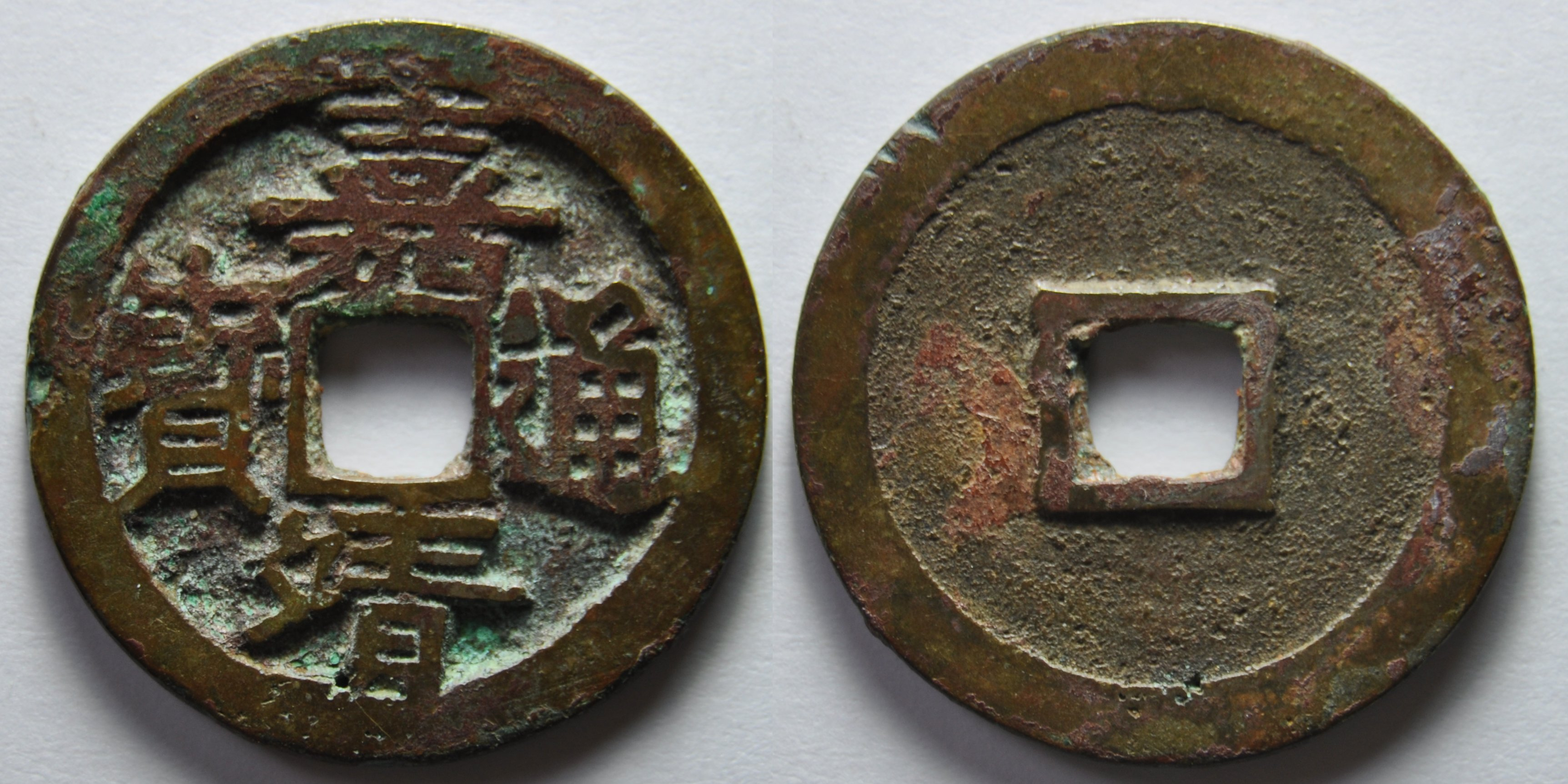
Münzen der Jia Jing

### Longqing, Wanli, Taichang und Tianqi
Von 1567 bis 1627 wurden Münzen mit den Schriftzeichen Longqing Tongbao (隆慶通寶), Wanli Tongbao (萬歷通寶), Taichang Tongbao (泰昌通寶) und Tianqi Tongbao (天啟通寶) geprägt, letztere in großer Stückzahl und in vielen Variationen.

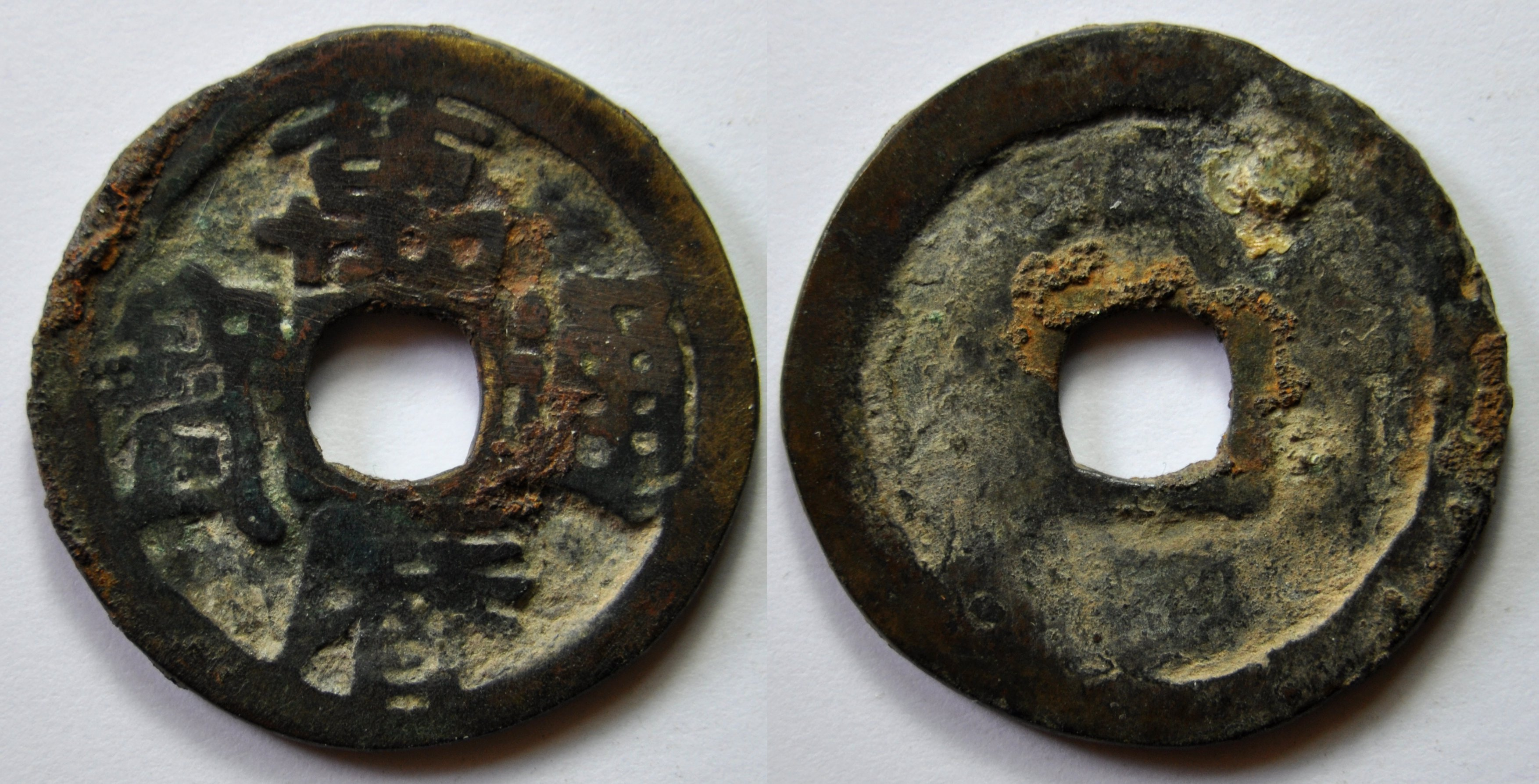
Münzen der Wan Li Zeit

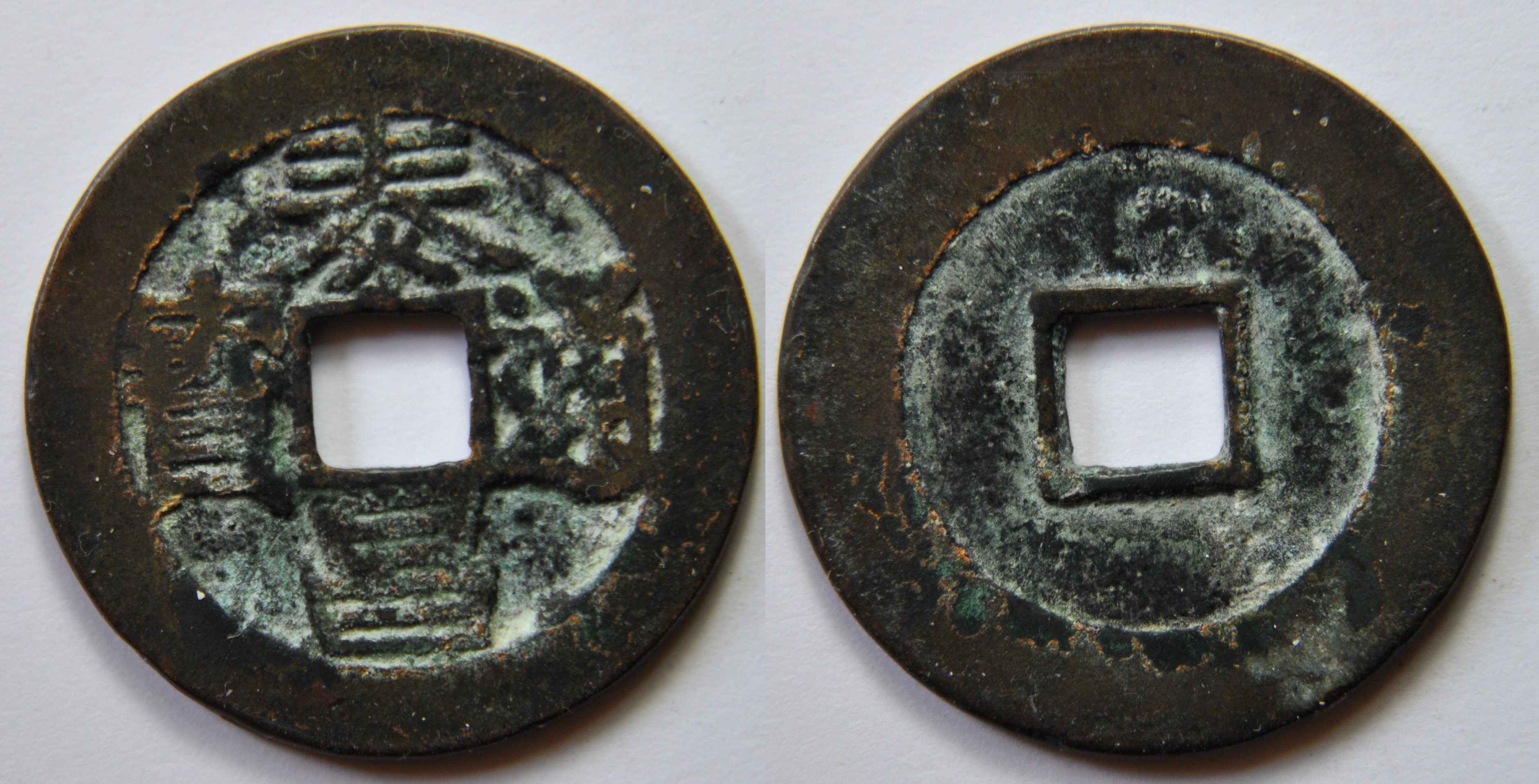
Münzen der Tai Chang Zeit

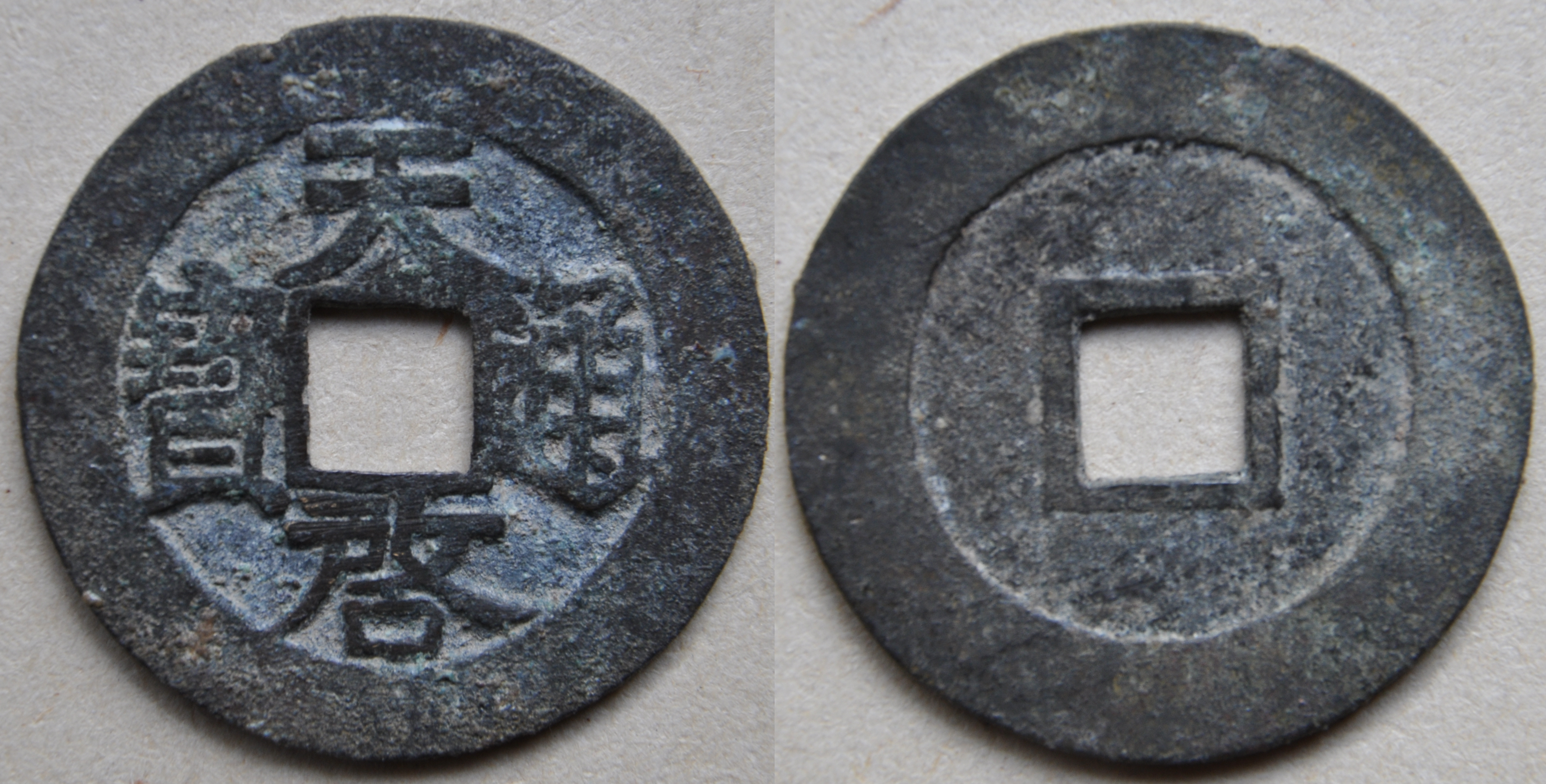
Münzen der Tian Qi Zeit

### Chongzhen
Der Herrscher Si Zong setzte den Trend der vielen Variationen fort, indem er die Rückseite seiner Chongzhen Tongbao-Münzen mit Symbolen versah, die Hinweise auf den Wert, das Gewicht, den Herstellungsort oder die Herstellungsart gaben. Während seiner Herrschaft gab es insgesamt 156 Prägungsstätten.

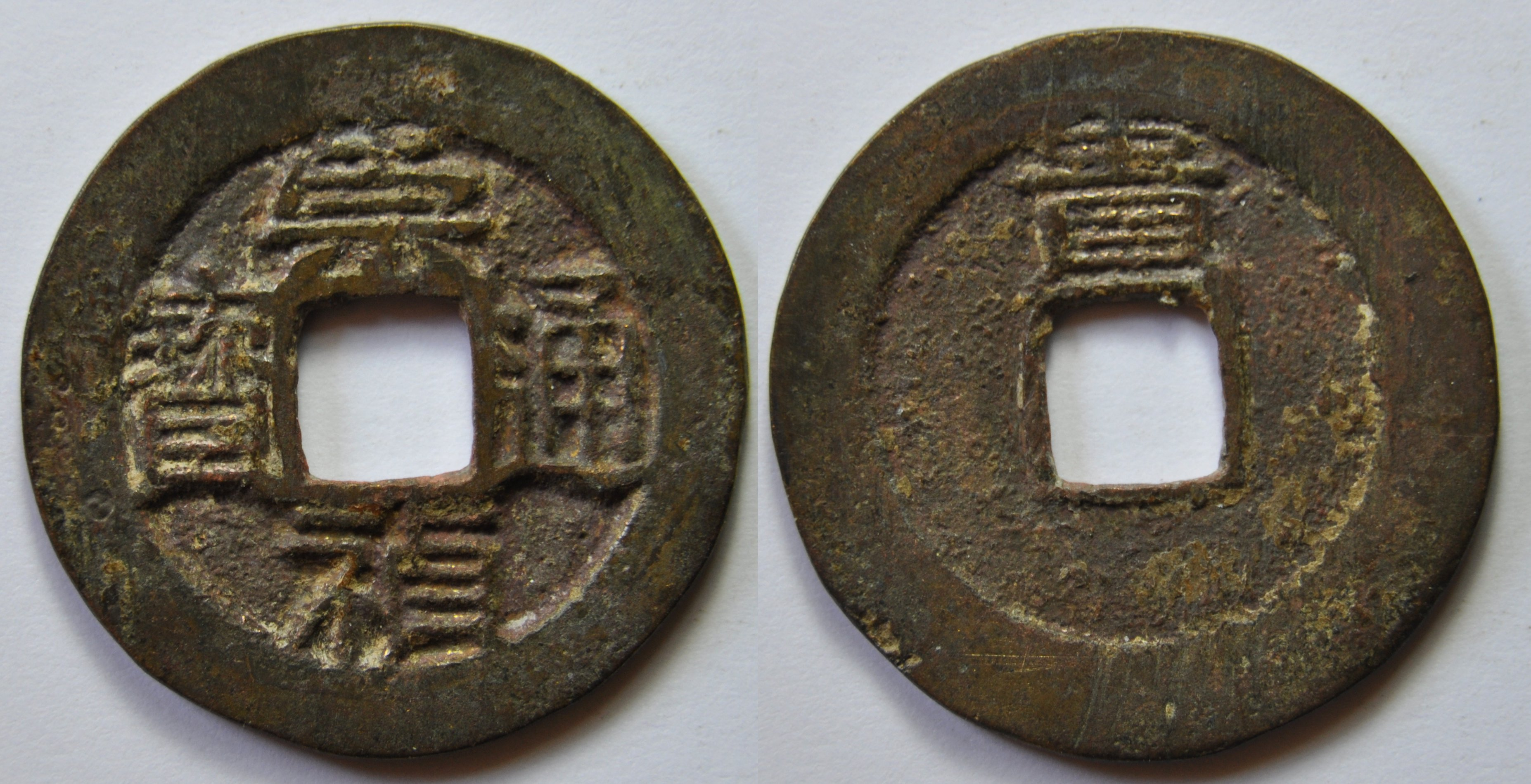
Münzen der Chong Chen Zeit

Aus dieser Zeit stammt auch eine Münze, welche einige Besonderheiten aufweist. Sie ist sowohl deutlich kleiner als auch leichter als damals typisch, doch wirklich außergewöhnlich ist die Prägung auf ihrer Rückseite: sie zeigt zwei der sonst ausschließlich in der Qing-Dynastie verwendeten Manchu-Schriftzeichen. Hier machen sich die Anfänge des Übergangs von der Ming- zur Qing-Dynastie bemerkbar. Vermutlich wurde diese Münze privat geprägt, als der Süden Chinas noch überwiegend unter der Herrschaft der Ming stand, der Wandel jedoch schon deutlich spürbar war.